# Kimidougou
Kimidougou, parfois orthographié Kamidougou, est une commune rurale du département de Bobo-Dioulasso de la province du Houet dans la région du Hauts-Bassins au Burkina Faso.

## Géographie
Kimidougou est située dans le 2e arrondissement du département de Bobo-Dioulasso, à environ 2 km au nord de Dafinso et Santidougou ainsi qu'à 14 km du centre de Bobo-Dioulasso.